# Xylena cineritia
Xylena cineritia är en fjärilsart som beskrevs av Augustus Radcliffe Grote 1874. Xylena cineritia ingår i släktet Xylena och familjen nattflyn. Inga underarter finns listade i Catalogue of Life.